# Tilloy-lès-Mofflaines
Tilloy-lès-Mofflaines és un municipi francès situat al departament del Pas de Calais i a la regió dels Alts de França. L'any 2007 tenia 1.380 habitants.

## Demografia

### Població
El 2007 la població de fet de Tilloy-lès-Mofflaines era de 1.380 persones. Hi havia 453 famílies de les quals 91 eren unipersonals (28 homes vivint sols i 63 dones vivint soles), 130 parelles sense fills, 189 parelles amb fills i 43 famílies monoparentals amb fills.
La població ha evolucionat segons el següent gràfic:
Habitants censats

### Habitatges
El 2007 hi havia 485 habitatges, 468 eren l'habitatge principal de la família, 5 eren segones residències i 11 estaven desocupats. 433 eren cases i 51 eren apartaments. Dels 468 habitatges principals, 320 estaven ocupats pels seus propietaris, 131 estaven llogats i ocupats pels llogaters i 18 estaven cedits a títol gratuït; 10 tenien una cambra, 11 en tenien dues, 39 en tenien tres, 99 en tenien quatre i 310 en tenien cinc o més. 402 habitatges disposaven pel capbaix d'una plaça de pàrquing. A 222 habitatges hi havia un automòbil i a 200 n'hi havia dos o més.

### Piràmide de població
La piràmide de població per edats i sexe el 2009 era:
| Homes | Edats   | Dones |
| ----- | ------- | ----- |
| 0     | 95 o +  | 0     |
| 0     | 90 a 94 | 0     |
| 0     | 85 a 89 | 8     |
| 4     | 80 a 84 | 0     |
| 4     | 75 a 79 | 20    |
| 24    | 70 a 74 | 16    |
| 16    | 65 a 69 | 28    |
| 24    | 60 a 64 | 28    |
| 20    | 55 a 59 | 24    |
| 40    | 50 a 54 | 36    |
| 60    | 45 a 49 | 44    |
| 64    | 40 a 44 | 68    |
| 32    | 35 a 39 | 52    |
| 68    | 30 a 34 | 60    |
| 36    | 25 a 29 | 36    |
| 20    | 20 a 24 | 44    |
| 72    | 15 a 19 | 68    |
| 80    | 10 a 14 | 52    |
| 60    | 5 a 9   | 44    |
| 52    | 0 a 4   | 40    |

## Economia
El 2007 la població en edat de treballar era de 967 persones, 664 eren actives i 303 eren inactives. De les 664 persones actives 598 estaven ocupades (325 homes i 273 dones) i 67 estaven aturades (37 homes i 30 dones). De les 303 persones inactives 53 estaven jubilades, 179 estaven estudiant i 71 estaven classificades com a «altres inactius».

### Ingressos
El 2009 a Tilloy-lès-Mofflaines hi havia 500 unitats fiscals que integraven 1.337,5 persones, la mediana anual d'ingressos fiscals per persona era de 18.087 €.

### Activitats econòmiques
Dels 86 establiments que hi havia el 2007, 4 eren d'empreses extractives, 5 d'empreses alimentàries, 1 d'una empresa de fabricació de material elèctric, 5 d'empreses de fabricació d'altres productes industrials, 8 d'empreses de construcció, 26 d'empreses de comerç i reparació d'automòbils, 9 d'empreses de transport, 5 d'empreses d'hostatgeria i restauració, 4 d'empreses financeres, 5 d'empreses immobiliàries, 6 d'empreses de serveis, 4 d'entitats de l'administració pública i 4 d'empreses classificades com a «altres activitats de serveis».
Dels 13 establiments de servei als particulars que hi havia el 2009, 2 eren tallers de reparació d'automòbils i de material agrícola, 1 paleta, 1 fusteria, 6 lampisteries, 1 electricista, 1 perruqueria i 1 agència immobiliària.
Dels 9 establiments comercials que hi havia el 2009, 1 era un supermercat, 2 fleques, 2 botigues de roba, 1 una botiga de roba, 1 una botiga d'electrodomèstics i 2 floristeries.
L'any 2000 a Tilloy-lès-Mofflaines hi havia 6 explotacions agrícoles que ocupaven un total de 474 hectàrees.

## Equipaments sanitaris i escolars
L'únic equipament sanitari que hi havia el 2009 era una farmàcia.
El 2009 hi havia una escola elemental.

## Poblacions més properes
El següent diagrama mostra les poblacions més properes.